# Farma Wiatrowa Tychowo
Farma Wiatrowa Tychowo – zespół elektrowni wiatrowych w województwie zachodniopomorskim, w powiecie sławieńskim, w gminie Sławno.
Farma wiatrowa składa się z dwudziestu turbin wiatrowych o wysokości 145 metrów. Każda z nich posiada moc maksymalną 2,5 MW. Łączna maksymalna moc pozyskiwana ze wszystkich elektrowni wiatrowych wynosi 50 MW.
Budowa rozpoczęła się w lipcu 2008 roku, a zakończyła w lipcu 2009 roku.

## Dane techniczne
- producent: NORDEX N90
- wysokość wieży: 100 metrów
- średnica wirnika: 90 metrów
- całkowita wysokość wieży: 145 metrów
- liczba elektrowni: 20
- moc jednej elektrowni: 2,5 MW
- moc łączna: 50 MW